# Baltimore Orioles NL

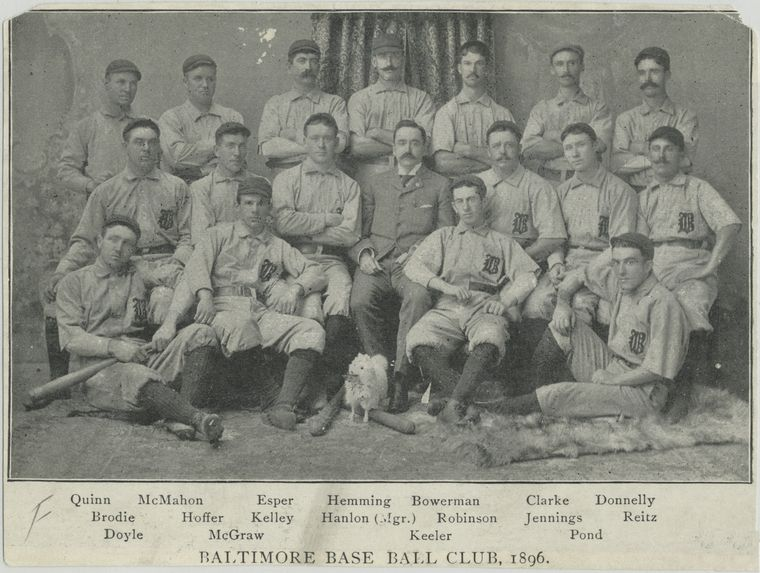
Das Team der Orioles 1896

Unter dem Namen Baltimore Orioles spielte von 1882 bis 1899 ein Major-League-Baseball-Team u. a. in der National League. In Baltimore spielten regelmäßig Baseball und Fußball-Teams unter diesem Namen, der auf einen Pirol (engl. oriole) verweist. Das heutige Team der Baltimore Orioles wurde ursprünglich in Milwaukee gegründet.
Gegründet 1882, spielten die Orioles mit Unterbrechungen bis 1890 in der American Association, einer weiteren Major League. Als die American Association ihren Spielbetrieb einstellte, wechselte das Team in die National League. Unter dem Spielertrainer Ned Hanlon wurde von 1894 bis 1896 dreimal der Titel gewonnen, und 1897 sowie 1898 zweite Plätze. Hierfür zeichneten u. a. die Spieler Willie Keeler, John McGraw, Wilbert Robinson und Hughie Jennings verantwortlich, die allesamt Mitglieder der Baseball Hall of Fame wurden. 
Das Ende kam 1899, als die National League die Zahl der Mannschaften von zwölf auf acht Teams reduzierte, wobei die Orioles zu den gestrichenen Mannschaften gehörte. Als Reaktion darauf spielte in der mittlerweile als Konkurrenz gegründeten American League ab 1901 wieder ein Team unter dem Namen Baltimore Orioles, das jedoch nach zwei Spielzeiten nach New York City wechselte und fortan als New York Highlanders antrat. Dieses Franchise erhielt 1913 den Namen New York Yankees und wurde zum erfolgreichsten Baseballteam aller Zeiten.